# Schlacht im Elsass
Arar – Bibracte – Elsass – Axona - Sambre – Octodurum – Avaricum – Gergovia – Lutetia – Armançon – Alesia – Uxellodunum
Die Schlacht im Elsass war ein Kampf am 14. September 58 v. Chr. zwischen römischen Truppen unter Führung von Gaius Iulius Caesar und einigen wohl hauptsächlich germanischen Stämmen, die sich unter der Führung des Ariovist, des Königs der Sueben, vereint hatten. Sie war die Entscheidungsschlacht in der zweiten Auseinandersetzung im Gallischen Krieg (nach dem Helvetierkrieg), die mit einem Sieg Caesars endete. Die Schlacht wird im ersten Buch von Caesars De Bello Gallico geschildert, wo er als Gegner neben den Sueben die Haruder, Markomannen, Vangionen, Nemeter, Sedusier und Triboker auflistet.

## Vorgeschichte
Der Grund für die Auseinandersetzung war laut Caesars Darstellung ein Bittgesuch des unter Protektorat Roms stehenden gallischen Stammes der Häduer an den Feldherren und Statthalter Galliens, Gaius Iulius Caesar. Die Gallier litten unter den Übergriffen des Ariovist, nachdem er gemeinsam mit seinen Verbündeten, den Sequanern, die Häduer im Jahre 61 v. Chr. bei Magetobriga (oder Admagetorbiga) geschlagen hatte. Grundsätzlich war der Statthalter befugt, bei Bedrohungen der Provinz oder eines Bundesgenossen einzugreifen. Im Falle Ariovists war das allerdings problematisch, da dieser im Jahr 59 v. Chr. den Titel „amicus populi romani“ erhalten hatte, wofür sich Caesar als damaliger Konsul eingesetzt hatte. Aus sakral- und staatsrechtlicher Sicht war es verboten, einen amicus anzugreifen, es sei denn, dieser machte sich zuerst eines Vertragsbruches schuldig.
Caesar stellte den Germanen 58 v. Chr. ein Ultimatum: Ariovist sollte keine Truppen mehr über den Rhein holen, alle häduischen Geiseln freilassen und keine weiteren Angriffe auf gallische Stämme mehr führen, sonst müsse er seine Legionen schicken. Ariovists Antwort lautete: „Wenn es Caesar gelüstet, mag er kämpfen. Dann wird er sehen, was für Helden die unbesiegbaren Germanen sind.“ Also ließ Caesar seine Legionen in das von Ariovist besetzte Elsass marschieren. Auf einem Hügel beim heutigen Colmar trafen sich die beiden Feldherren und verhandelten. In diesem Rededuell, das in Caesars Werk De Bello Gallico ausführlich beschrieben wird, schlug der germanische König Caesar vor, er solle den Landbesitz der Germanen nicht angreifen und besetzen. Als Gegenzug würde er, „jeden Krieg für dich (Caesar) führen, ohne dass du dich dem Kriegsungemach und irgendeiner Gefahr aussetzen musst …“.

## Die Schlacht
Caesar lehnte ab und so kam es zur Schlacht. Die germanischen Krieger stürzten sich auf Caesars sechs Legionen. Zu Beginn konnten die Germanen die Römer stark bedrängen, einige Kohorten waren schon stark dezimiert, doch der Offizier der Reiterei, Publius Licinius Crassus, entschied sich spontan und entgegen Caesars direktem Befehl, durch seine Verbände den brechenden linken römischen Flügel zu verstärken; dies erlaubte einigen Kohorten und der Reiterei, diese Flanke zu umgehen und die Germanen einzuschließen. Noch mehr Zenturien umgingen den Feind und fielen dem Gegner in den Rücken. Panik machte sich in den zurückweichenden Reihen breit, die Schlacht war für die Germanen verloren.

## Folgen
Unter angeblich gewaltigen Verlusten zogen sich die Germanen über den Rhein zurück. Auch Ariovist entkam in einem Boot, doch die Nachricht von seiner Niederlage verbreitete sich schnell, und sein Bund aus Sueben, Markomannen, Nemeter und Wangionen zersplitterte sich auf der anderen Seite des Rheines. Der König der Sueben starb vier Jahre nach der Schlacht.
Caesar beließ die mit Ariovist gekommenen Stämme der Triboker, Vangionen, Nemeter und Sedusier unter der Bedingung, dass sie die Rheingrenze gegen jedermann verteidigen würden, in ihren neuen Sitzen.